# Stanford Shaw
Stanford Jay Shaw (* 5. Mai 1930 in Minnesota; † 16. Dezember 2006 in Ankara) war ein US-amerikanischer Historiker, der insbesondere bedeutende Untersuchungen zur historischen Osmanistik beigesteuert hat.

## Leben
Shaw studierte Geschichte mit Schwerpunkt Naher Osten, Arabisch, Türkisch und Persisch an der Stanford University. Nach Erlangung seines Magisters 1955 ging er zu weiteren Studienzwecken nach Ägypten, wo er sich an der al-Azhar-Universität der Erforschung der osmanischen Archive widmete. In den Jahren 1956 bis 1957 studierte er auch an der Universität Istanbul. Seine Dissertation über die osmanische Herrschaft in Ägypten fertigte er im Jahre 1958 an der Princeton University unter dem Titel The Financial and Administrative Organization and Development of Ottoman Egypt, 1517–1798 an. Er bekam einen Lehrstuhl an der Harvard University und lehrte dort bis 1968. Danach wurde er an die University of California, Los Angeles berufen, wo er bis zu seiner Emeritierung im Jahre 1992 lehrte. Auch danach schrieb er weiterhin Bücher. Er ist Gründer und erster Editor des 33-bändigen International Journal of Middle East Studies, publiziert von der Cambridge University Press for the Middle East Studies Association.

## Bewertungen der „History of the Ottoman Empire and Modern Turkey“
Mit seiner türkischstämmigen Frau Ezel Kural Shaw veröffentlichte Stanford Shaw 1976 bis 1977 das zweibändige Werk History of the Ottoman Empire and Modern Turkey. Seit dem Werk Nicolae Iorgas war eine ausführliche Darstellung der osmanischen Historie in westlicher Sprache vermisst worden. Mit dem von ihm verantworteten Hauptteil des Werkes, der die osmanische Geschichte bis zur Gründung der türkischen Republik umfasst, schuf Shaw nunmehr die umfangreichste jüngere Synthese zur osmanischen Geschichte in nichttürkischer Sprache. Er folgte dabei in seiner Darstellung in weiten Teilen – bis zum Ende des 18. Jahrhunderts – den Resultaten der jüngeren türkischen Geschichtsschreibung.
Zahlreiche Rezensionen aus der Hand von Historikern der osmanischen Geschichte (z. B. Abou-el-Haji, Davison, Hidiroglou, Imber, Kopčan, Ménage, Olson), der türkischen Zeitgeschichte (Dodd, Karpat), der jüngeren armenischen Geschichte (Hovannisian), der Flüchtlingspolitik während der NS-Zeit und anderer kamen bald zu kontroversen Einschätzungen der Wertigkeit des Werkes. Einige Rezensenten schätzen Shaws Arbeit als solides oder Standardnachschlagewerk ein (wie Barsukova, Dodd, Mejcher, Davison). Als positiv hervorgehoben wurden Merkmale wie die Türkei-zentrierte Perspektive (Davison), die Aufgabe unhaltbarer Legenden (Griswold), der bibliographische Apparat (Mejcher), die Behandlung der Umschrift und Ortsnamen (Turgay), die biographische Zusammenstellung zu den dramatis personae der Tanzîmât-Ära (Mango) oder die gute Verwendung beispielsweise demographischer Statistiken (Mango).
Allerdings wurde andererseits eine Vernachlässigung der religiösen, ethnischen und politischen Minoritäten bemängelt (Mango), die aus der Perspektive des Autors stamme, welche der eines liberalen türkischen Nationalisten entspräche. Als negativ beanstandet wurden – für den ersten Band, in den weitaus weniger eigene Forschungsergebnisse eingeflossen sind – eine „legitimistische“ Position des Autors und eine Überbetonung dynastischer Geschichte (Abou-el-Haji), sorglose und oberflächliche Arbeit an Quellen und Sekundärliteratur (Imber), mangelnder allgemein historischer Hintergrund (Imber), spekulative, pauschalisierte, fehlerhafte, ungenaue und unverständliche Darstellung (Imber), ungenaue, unklare und unbegründete Zeitansetzungen und topographische Verwirrungen (Ménage) oder mangelnde historische Methode in Terminologie, Literaturgeschichte und Quellenkunde (Ménage).
Schließlich wurde dem Werk Vernachlässigung der griechischen Dokumentationen und wissenschaftlichen Publikationen und einhergehende Parteinahme gegen die Griechen vorgeworfen (Hidiroglou), sowie unangemessene Behandlung der „Armenischen Frage“ vor allem für die Jahre 1895–1896 und 1915 (Hovannisian), bis hin zu der apologetischen Verteidigung der offiziellen Position der Genozidleugnung in enger Zusammenarbeit mit türkischen Botschaftern in den USA (Smith, Markusen and Lifton).

## Werke (Auswahl)
- The Financial and Administrative Organization and Development of Ottoman Egypt, 1517-1798. Princeton University Press, Princeton, N.J., 1962[29]
- Ottoman Egypt in the Age of the French Revolution. Harvard 1964[29]
- The Budget of Ottoman Egypt, 1005/06-1596/97. The Hague 1968[29]
- Between Old and New: The Ottoman Empire under Sultan Selim III. 1789-1807. Cambridge, Mass., 1971[29]
- History of the Ottoman Empire and Modern Turkey. Vol. I: Empire of the Gazis: The Rise and Decline of the Ottoman Empire, 1280-1808. Cambridge University Press, Cambridge et al. 1976, ISBN 0-521-21280-4, ISBN 0-521-29163-1[30]
- & Ezel Kural Shaw: History of the Ottoman Empire and Modern Turkey. Vol. II: Reform, Revolution, and Republic: The Rise of Modern Turkey, 1808-1975. Cambridge University Press, Cambridge et al. 1977, ISBN 0-521-21449-1, ISBN 0-521-29166-6[30]
- The Jews of the Ottoman Empire and the Turkish Republic. New York University Press, 1991
- Turkey and the Holocaust : Turkey's role in rescuing Turkish and European Jewry from Nazi persecution, 1933-1945. New York University Press, 1993
- From Empire to Republic: The Turkish War of National Liberation 1918-1923: a documentary Study. I - V vols. in 6 books, Ankara TTK, 2000, ISBN 975-16-1228-4
- The Ottoman Empire in World War I., Volume I, Ankara TTK, 2007. ISBN 975-16-1882-7
- The Ottoman Empire in World War I., Volume II, Ankara TTK, 2008. ISBN 978-975-16-1883-2